# Keuschburg
Keuschburg (auch Kuzburc, Kuschburg, Kushburg, Kuschberg, Keuschberg, Keyschberg, Kewschberg) war ein schlesisch-böhmisches Adelsgeschlecht aus Liegnitz, das von 1301 bis 1538 erwähnt wird.

## Geschichte
Über die Ursprünge dieser Familie ist nichts bekannt. Erstmals wurden 1301 ein Guntherus de Kuesberg und 1309 ein Johannes und Johannes junior sowie dessen Bruder Petrus erwähnt. Bis 1335 war ein Otto von Kuschburg Erbvogt von Lüben im Herzogtum Liegnitz. 1343 sind Hans und Heynco von Keuschberg auf Gut Becke bei Breslau urkundlich belegt, 1391 die Gebrüder Günzel und Heinrich von Keuschburg auf Heinrichau und 1405 ein Frenczil Kuschberg zu Leipzig. Peter von Keuschberg war 1410 Angehöriger des Deutschen Ordens. Heinrich Kuscheberg erscheint 1421 in einer Lauchaer Urkunde, gemeinsam mit Dittrich Schatt (Schart) und Lutold von Glyna (Gleina). Ein Stephan von Kuschburg war Vogt auf der Burg Frauenstein im Erzgebirge. Nikol/Nickel/Niclas/Nicolaus von Keuschberg auf Burg Grafenstein in Böhmen (* 1395, ⚭ 1425 NN von Dohna) war 1431 bis 1435 ein berüchtigter Hussitenführer und verübte dort verheerende Ausfälle in die Umgebung. Mit Lehnsstücken zu Kirchscheidungen, die nicht näher bezeichnet sind, belehnte Herzog Wilhelm III. von Sachsen 1450 die Ilse von Kuschpurg (Keuschberg), Stephans von Kuschbergs Schwester, mit drei Fleck Weingärten zu Lösendorf (Wüstung bei Dorndorf) und zu Schidingen. Peter Keuschburg war Deutsch-Ordens-Ritter im Dreizehnjährigen Krieg im Deutschordensstaat. 1469 war Jane Keuschberg Cavalier beim Herzog Friedrich I. von Schlesien zu Liegnitz und Goldberg. 1490 werden die Gebrüder Hans Keuschburg, Johanniter-Ritter und Peter Keuschburg erwähnt. Letztmals erscheinen 1517 die Gebrüder Georg und Hans von Kewschberg zu Rüstern bei Liegnitz und 1524 Hans von Keyschberg. 1538 starb Margaretha von Keuschberg als Äbtissin des Klosters zum hl. Leichnam in Wahlstatt bei Liegnitz.